# Gygis alba
Gygis alba е вид птица от семейство Sternidae.

## Разпространение
Видът е разпространен в Американска Самоа, Австралия, Бангладеш, Бразилия, Британска индоокеанска територия, Вануату, Виетнам, Гуам, Индия, Индонезия, Китай, Кокосови острови, Колумбия, Коморските острови, Коста Рика, Кирибати, Малдивите, Маршалови острови, Мавриций, Майот, Мексико, Микронезия, Малки далечни острови на САЩ, Науру, Нова Каледония, Нова Зеландия, Ниуе, Норфолк, Острови Кук, Палау, Папуа Нова Гвинея, Питкерн, Реюнион, Северни Мариански острови, Света Елена, Възнесение, Тристан да Куня, Самоа, Сейшелите, Соломоновите острови, САЩ, Токелау, Тонга, Тринидад и Тобаго, Тувалу, Уолис и Футуна, Фиджи, Френска Полинезия, Чили и Япония.